# Gornergratbahn
46°01′25″N 7°44′59″Ø / 46.02361°N 7.74972°Ø
Gornergratbahn (Gornergratbanen) er en ni kilometer lang tandhjulsjernbane i de schweiziske Alper. Efter Jungfraubahn, der også ligger i Schweiz, er Gornergratbahn den næsthøjest beliggende bjergbane i Europa.
Jernbanens to endestationer er Zermatt og Gornergrat.

## Historie
Anlægsarbejderne til Gornergratbahn begyndte i 1896 og den 20. august 1898 åbnede banen, dog kun for sommerturister.  Helårsåbent blev der ikke før end i 1942. Den øverste af endestationerne blev gennemgribende ombygget og moderniseret i 2004.
Banen er ejet af BVZ Holding og drives sammen med Matterhorn-Gotthard-Banen.

## Teknik
Banen har en stigning på næsten 1.500 meter. Linjen har altid været elektrificeret, men banen er er speciel mht. strømforsyningen, idet den drives ved en tre-faset vekselspænding, hvor der er to luftledere med hver sin slæbesko foruden skinnerne, der fungerer som den tredje strømførende leder.
Banen er en smalsporsbane med en sporvidde på 1000 mm (1 meter). Banens totale længde er 9.339 meter, heri er der 3.790 meter med dobbeltspor.
Banen benytter typisk tovognstogsæt, som giver den en samlet kapacitet på omkring 2.400 passagerer i timen på strækningen fra Zermatt til toppen.

## Stationerne
Ud over endestationerne i Zermatt og Gornergrat, er der fem stationer undervejs, hvor vandrere og klatrere benytter sig af muligheden for af- eller påstigning.
Banens stationer er:
- Zermatt
- Findelbach
- Riffelalp (med tilslutning til sporvejen Riffelalptram til fem-stjernet hotel)
- Riffelboden
- Riffelberg (med tre-stjernet hotel ved stationen)
- Rotenboden
- Gornergrat (med fem-stjernet hotel ved stationen)

## Turisme
Endestationen i Gornergrat ligger i en højde af 3.089 m.o.h., og stedets hotel en anelse højere. Fra hotellets terrasse er der udsigt til 29 bjergtinder, først og fremmest Matterhorn med sin karakteristiske fremtoning.
Gornergrat er udgangspunkt for mange vandrerruter og giver adgang til flere store gletsjere, inkluderet Gornergletscheren, som er den næstlængste gletsjer i Alperne. Fra banegården er der fin adgang ned mod det store ski-område ved Zermatt.

## Galleri
- Gornergrat station
- Stationen ved Riffelalp
- Ved Riffelberg
- Billedet viser de to slæbesko til to af faserne, den tredje fase forsynes gennem skinnerne
- Banegården i Zermat omkring år 1900

## Ekstern henvisning
- Wikimedia Commons har flere filer relateret til Gornergratbahn
- Gornergratbahn